# Haïti en Marche
Haïti en Marche est un hebdomadaire haïtien existant depuis 1986.

## Rédaction
Ce journal est publié à Haïti. Sa rédaction en chef est située à Port-au-Prince. Le journal possède également une rédaction à Miami.
La politique éditoriale du journal est d'être le reflet de l'actualité, avec un accent sur Haïti et les Haïtiens notamment la diaspora haïtienne à travers le monde.

## Radiophonie
Haïti en Marche diffuse également sur les ondes radiophoniques avec Radio Melodie sur la fréquence 103.3 FM qui opère à partir de Port-au-Prince.

## Diffusion
Le journal Haïti en Marche est diffusé à Haïti essentiellement dans les grandes villes, Port-au-Prince, Cap-Haïtien et Pétionville. 
Il est en vente également :
- en France (Paris, Éditions L'Harmattan)
- aux États-Unis (Boston, Chicago, Miami, New York, etc.)
- au Québec à Montréal.